# Apache Club de Mitsamiouli
L'Apache Club de Mitsamiouli és un club de futbol de la ciutat de Mitsamiouli, Comores.

## Palmarès
- Lliga de Comores de futbol:[5]

2009
- Copa de Comores de futbol:[6]

2009